# 家鄉公園球場
家鄉公園球場（英語：Home Park）是位於英格蘭西南區域德文郡的單一管理區、城市普利茅斯中央公園區的全坐席足球場，自1901年已成為普利茅斯足球俱乐部的主場球場，被球會球迷暱稱為「綠軍劇院」（Theatre of Greens）。球場於第二次世界大战遭到嚴重破壞，但仍趕及在1945年於英格蘭足球聯賽重開後投入服務。球場於1950年代增設汛光燈照明，並建成雙層的大看台（Grandstand）。
球場現時可容納超過16,388名觀眾，在2001年球場三面已經完成重建，球隊預備將最後的舊主看台重建為6,000座新看台。2006年3月7日普利茅夫同意以270萬英鎊購入家鄉公園球場，待市議會正式批准後，球場即可安排重建，將五月花看台（Mayflower stand）改建成與其餘三面相同的單層有蓋看台。2006年12月19日獲准購入家鄉公園球場成為球場唯一業權擁有人。
2009年12月16日普利茅夫入選為英格蘭申辦2018年世界盃的12個主辦城市之一，為此而需要建立一座46,000座的新球場。

## 外部連結
- The Encyclopaedia of Plymouth History – Home Park
- Structurae（页面存档备份，存于）